# Antiproton
En antiproton ({\displaystyle {\bar {p}}}) er antistof-udgaven af en proton. Den har den modsatte ladning af protonen og er således negativ. Antiprotonen menes at være præcis ligeså stabil som protonen, men oftest eksisterer antistof kun ganske kortvarigt, idet et møde mellem antistof og stof medfører at begge partikler omdannes til energi i form af to fotoner i en proces der kaldes annihilation. Den udløste energi kan beregne fra Albert Einsteins berømte formel: E = mc²
Antiprotonen såvel som protonen er ikke en elementarpartikel – antiprotonen består af to anti-op-kvarker og én anti-ned-kvark, mens protonen består af to op-kvarker og en ned-kvark.
Antiprotonen kan dannes i partikelacceleratorer som f.eks. i CERN, men findes også i den kosmiske stråling og studier heraf visser at antiprotonen har en minimum halveringstid på flere mio. år. Antiprotoner i baggrundsstrålingen kan f.eks. dannes ved, at en proton og en partikel støder sammen med høj hastighed, hvorved der ud fra energien i kollisionen kan dannes et proton-antiproton-par.({\displaystyle {\bar {p}}}) p A (Kan ikke få formateringen til at virke, således at 'p' får en pæn streg over sig)
Der spekuleres i disse år, om antiprotonen kan have en masse der er forskellig fra protonen for dermed at kunne forklare overskuddet af stof i forhold til antistof i universet, men indtil videre har man ikke fundet en masseforskel.
Man har opdaget at antiprotoner findes i et bælte mellem det indre Van Allen-bælte og det ydre Van Allen-bælte i jordens magnetosfære.